# البرلمان الوطني في جزر سليمان
البرلمان الوطني في جزر سليمان (بالإنجليزية: National Parliament of Solomon Islands)‏ هو الهيئة التشريعية في جزر سليمان، الذي تأسس في 7 يوليو 1978، ويتكون من 50، و47، و38 مقعداً.